# Piastre ottomane
Pour les articles homonymes, voir piastre.
La piastre ottomane (turc ottoman : قروش kurûş)  est l'ancienne unité monétaire de l'Empire ottoman, de 1688 à 1843, date à laquelle elle est remplacée par la livre ottomane.
Le kurûş demeure une sous-unité de l'actuelle livre turque.
Les appellations dans tout l'Empire varient, par exemple kurûş se dit qirsh en Province d'Égypte, et on trouve aussi comme équivalents territoriaux ersh, gersh, qirsh, grush et grosi.

## Histoire monétaire
En 1688, sous le règne de Soliman II, une nouvelle réforme permet de créer la piastre ottomane (kurûş, gurush) contenant 25,65 g d'argent calquée à la fois sur l'écu de 6 livres français, le thaler et sur la pièce de huit espagnole, dans le but de faciliter les transactions commerciales. Il faut alors environ 120 akçe pour faire une piastre. La piastre d'argent et le soultani d'or (dont le poids reste calqué sur le sequin vénitien) entretiennent un rapport au change qui dépend des marchés intérieurs et des relations commerciales avec le reste du monde. Le mangır est démonétisé et remplacé par le para.
La production de monnaie tend vers un centralisme, concentrant les ateliers à Constantinople, en Anatolie, en Syrie et en Irak. Avec la réforme, les différentes monnaies issues de la frappe au marteau sont les suivantes :
| Type monétaire | métal  | poids (g) | valeur   |
| -------------- | ------ | --------- | -------- |
| soultani       | or     | 3,35      | variable |
| kurûş (p)      | argent | 25,65     | 40 para  |
| zolota         | argent | 19,60     | 30 para  |
| yirmilik       | argent | 12,68     | 20 para  |
| para           | argent | 0,55      | 3 akçe   |
| akçe           | argent | 0,21      | -        |

Très dévalué au cours des siècles précédents, l'akçe ne pèse plus que 0,21 g d'argent,.
La piastre voit s'abaisser son titrage et son poids au cours du XVIIIe siècle, par exemple, celle ci-contre (1774) frappée sous le règne d'Abdülhamid I ne pèse plus que 16,9 g pour un titrage inférieur à 850/1000e.
En 1839, une nouvelle réforme monétaire établit un système décimal avec 1 kuruş = 1 g d’argent = 100 paras (contre 40 avant cette date).

## Circulation au sein de l'Empire
La piastre ottomane et ses différents numéraires sont d'abord frappés à Constantinople et dans les divers ateliers monétaires sous la tutelle du sultanat. Mais ce centralisme a ses limites du fait de l'étendue de l'Empire. En réalité, et à la différence de l'Empire romain, l'administration ottomane autorise de multiples émissions. Le rôle des changeurs est donc ici fondamental. En effet, « la complexité du système monétaire ottoman peut se caractériser entre autres par la multiplicité des pièces émises, ou acceptées dans les paiements par l’État, et par la grande variété des pièces en circulation sur les marchés ottomans ».
Ainsi, et par exemple, la régence d'Alger possède une autonomie, son système monétaire évolue différemment à partir du XVIe siècle. La province ottomane d'Égypte met également en place ses propres frappes, dont le para en cuivre. La régence de Tunis produit dès le XVIIe siècle ses propres monnaies.
Et il en va de même pour l'ensemble des eyalets. De plus, chaque type monétaire prend un nom différent, en fonction des dialectes et des usages locaux.
Ainsi, dans les faits, « une nouvelle pièce d’argent appelée dirham commence à être frappée dans les provinces de l’Est conquises par Süleyman (avant 1566), à Amid, Bagdad, Mossoul et Tabriz. Une autre pièce d’argent appelée medin est frappée en Égypte à partir du règne de Mourad III. Une nouvelle pièce d’argent appelée gümüş apparaît sous Ahmed Ier. (...) Toutes ces nouvelles monnaies d’argent s’ajoutent aux précédentes sans les faire disparaître ».